# Anacroneuria schmidti
Anacroneuria schmidti is een steenvlieg uit de familie borstelsteenvliegen (Perlidae). De wetenschappelijke naam van de soort werd voor het eerst geldig gepubliceerd in 1909 door Günther Enderlein.